# LDV Convoy
Der LDV Convoy ist ein Kleintransporter der LDV Limited. 1993 war Leyland DAF in Konkurs gegangen. Diese war 1993 aus der Konkursmasse von Leyland DAF neben Leyland Trucks LTD neu entstanden. Ursprünglich war die Entwicklung für ein Nachfolgemodell der Leyland DAF 200-400 Serie gemeinsam mit Renault und GAZ angelaufen. Durch den Konkurs übernahm Renault die bisherigen Ergebnisse für sich selber und entwickelte daraus gemeinsam mit Iveco den Renault Master II und Iveco Daily III. Der Anteil der Entwicklungsarbeit von Leyland DAF landete bei GAZ und daraus wurde die GAZelle. Somit baute LDV die Leyland DAF 200-400 Serie weiter und entwickelte unter dem Projektnamen Bulldog daraus den LDV Pilot als Ersatz für die 200er- und den LDV Convoy für die 400er-Serie.

## LDV Convoy 1997–2006
1997 wurden der Pilot und der Convoy vorgestellt. Die Karosserie hatte nun weniger kantige Kotflügel und ein moderneres Design. Es wurde ein neu gestaltetes Armaturenbrett nebst neuer Innenraumgestaltung verbaut. Anders als im Pilot hatte der Convoy einen 2,4-Liter-Dieselmotor mit 74 PS. Mit Turbolader leistete er 89 PS. Er wurde entweder als 2,8, 3,1 oder 3,5 Tonnen Gesamtgewicht angeboten und hatte ein maximales Ladevolumen von 12,9 Kubikmeter. Die meisten verkauften Exemplare wurden als Kleinbus und Pritschenwagen abgesetzt. Als Kastenwagen war er aufgrund der schwachen Motorleistung untermotorisiert. Im Flottengeschäft wurde er sehr oft von Polizei und der Royal Mail geordert. Mit dem Aufkommen des Vauxhall Vivaro und des neuen Ford Transit 2000, jeweils aus heimischer Produktion, gingen die Verkäufe hierbei jedoch stark zurück. Erst mit dem Erscheinen des neuen LDV Maxus konnte LDV hier wieder nennenswerte Verkäufe erzielen. Nachdem der Maxus auch in größeren Varianten und mit leistungsfähigen Motoren verfügbar war, wurde die Produktion des Convoy als auch des Pilot 2006 eingestellt.
Im Jahr 2007 gab es eine Umfrage unter mehr als 100.000 Nutzfahrzeug-Magazin-Leser, welche die damals nicht mehr erhältliche Baureihe zum nationalen Van Of The Year 2007 wählten.

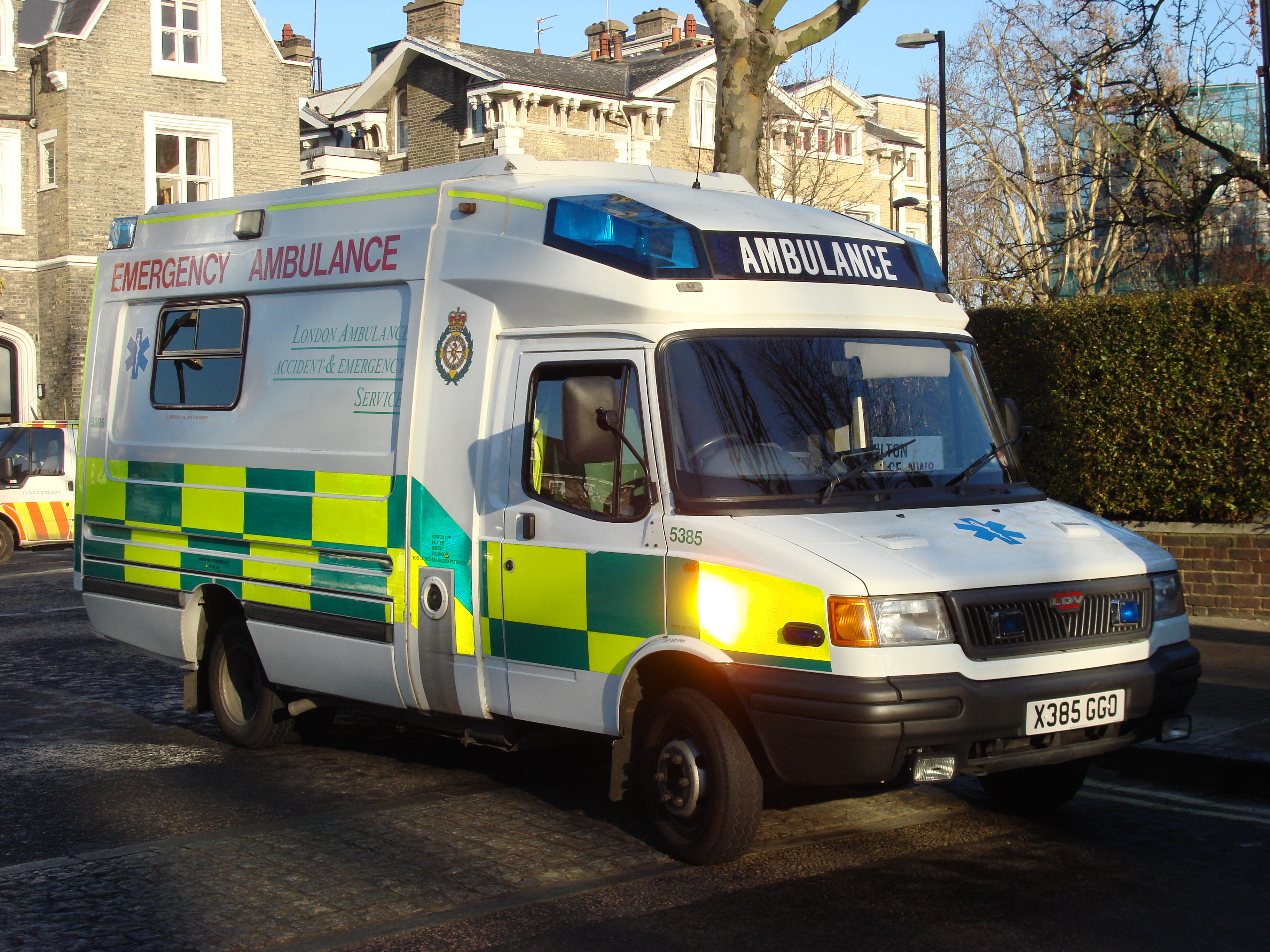
LDV Convoy Rettungswagen
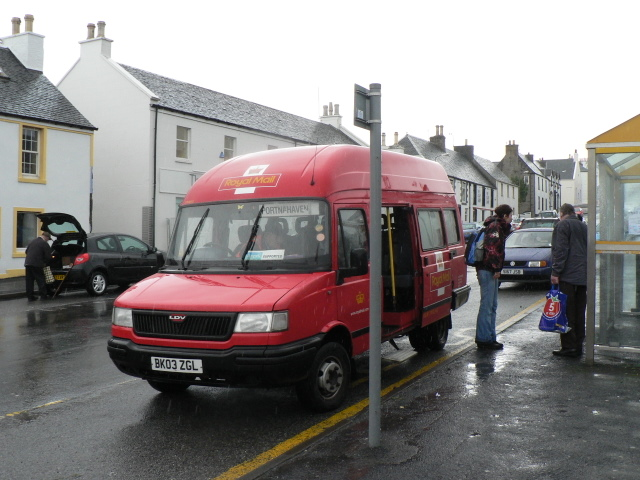
LDV Convoy Minibus mit Facelift